# It's a Blue World
It's a Blue World è un album di Red Garland, pubblicato dalla Prestige Records nel 1970. Il disco fu registrato il 7 febbraio 1958 al "Rudy Van Gelder Studio" di Hackensack, New Jersey (Stati Uniti).

## Tracce
Lato A
1. This Can't Be Love – 8:30 (Richard Rodgers, Lorenz Hart)
2. Since I Fell for You – 12:43 (Buddy Johnson)

Lato B
1. Crazy Rhythm – 3:27 (Irving Caesar, Roger Wolfe Kahn, Joseph Meyer)
2. Teach Me Tonight – 9:03 (Sammy Cahn, Gene DePaul)
3. It's a Blue World – 5:34 (George Forrest, Robert Wright)

## Musicisti
- Red Garland - pianoforte
- Paul Chambers - contrabbasso
- Art Taylor - batteria